# Ngor iskola
A ngor iskola vagy ngorpa a tibeti buddhizmus szakja iskolájának egyik aliskolája. A szekta fő kolostora a Ngor kolostor a tibeti Ü-Cang tartományban Sigace prefektúraszintű várostól mintegy 20 km-re délnyugatra.

## A szakja hagyományvonal
A szakja hagyomány Tibet négy fő vallási hagyománya közül az egyik. Abban az időben vált jelentőssé, amikor a 11. században fejlődésnek indult és terjesztésre került az új Tantra. A szakja hagyomány eredete szorosan összekapcsolódik a Khön családdal, amelynek hagyományvonala több, mint ezer évre vezethető vissza. Az iskola szerint a család ősei mennyei lények voltak.
1073-ban a Khön család egyik tagja, Khön Koncsok Gyalpo megalapította a szakja iskolát. A hagyományvonaluk a mai napig töretlen maradt. Ebbe az átadási vonalba tartozott több neves szakja buddhista tudós és mester, többek között Szacsen Kunga Nyingpo (1092–1158), Szönam Cemo (1142–1182), Dzsecun Dragpa Gyalcen (1147–1216), Szakja Pandita (1182–1251) és Csögyal Phagpa (1235–1280).
A tibeti buddhizmus más iskoláihoz hasonlóan a szakjapának is kialakultak aliskolái. A Ngorcsen Kunga Szangpo (1382–1457) és az ő tanítványai, Koncsök Lhundrup, Tharce Namkha Palszang és Drubkhang Palden Dhondup vonalból alakult ki a ngor iskola. A szakja iskola jelenti a hagyományvonal törzsét, amelynek a ngor és a char az ágai. Ez a szakja hagyomány három iskolája, tibetiül a „sza-ngor-char-gszum”.

## A ngor átadási vonal
A szakjapa két fő aliskolája a ngor és a car. A ngor kolostort 1429-ben alapította Ngorcsen Kunga Szangpo (1382–1450). Az alapító a tibeti naptár víz-kutya évében született, tanulmányait szakja és más kolostorokban végezte, és kiváló tudós és tanító vált belőle.

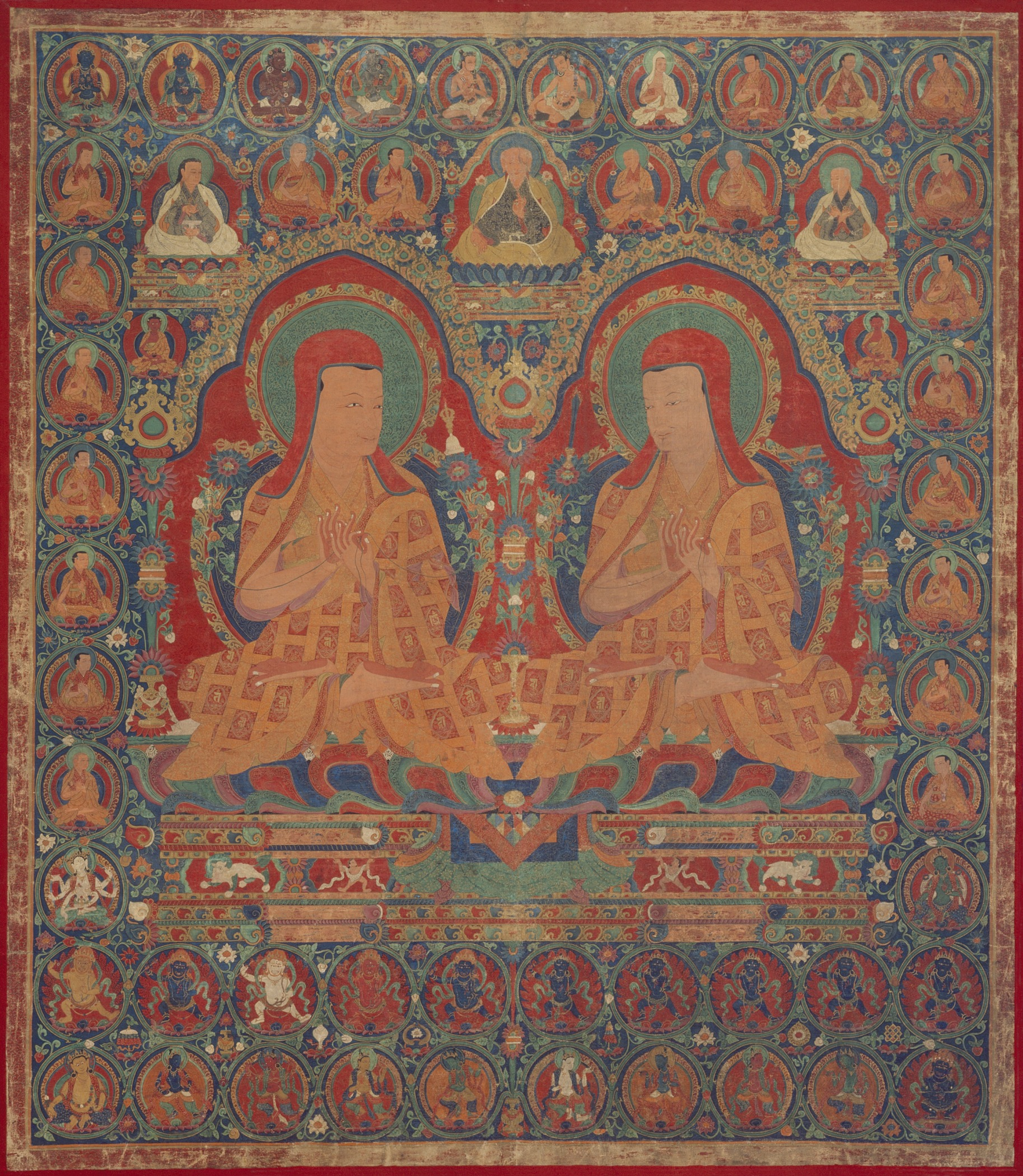
Kunga Vangcsuk (1424-1478) és Szönam Szenge (1429-1489), a ngor 4. és 6. apátja

1430-ban Ngorcsen 48 éves korában megalapította a Ngor kolostort a szakja kolostor közelében. A Ngor kolostor tibeti neve Ngor Evam Csödan lett, ugyanis az építkezés során Ngorcsen Kunga Szangpo azt álmodta, hogy az összes dharma gyűjteménye az „E” és a „VAM” betűkből száll fel.
Ngorcsen számos fontos vadzsrajána szövegmagyarázatot írt, illetve az összes lamdre tanítás rajta haladt keresztül. Fontos ngor mester volt még Koncsöd Lundrup, Pancsen Ngavang Csödrag és Loter Vangpo.
Az 1959-es kínai megszállást követően a ngor új apátja, Luding Khencsen Dzsamjang Tenpei Nyima rinpocse vezetésével épült fel az új ngor kolostor egy észak-indiai erdő területén (Manduwala, Uttarakhand). Az ügyes vezetésnek köszönhetően a kolostor újból elérte a régi ragyogását, fiatal szerzetesek laknak és tanulnak a központjában, könyvtára van, és itt található India egyetlen Szakja Pandita emlékhelye.